# Chanfara
Chanfara (arabe : الشنفرى) est un poète-brigand légendaire du VIe siècle. Il est considéré, avec son oncle Ta'abbata Sharran, Muhalhil et Hâtim al-Tâ'î comme l'un des plus anciens poètes arabes dont les œuvres nous sont parvenues.

## Biographie
Fils de Hinon, son véritable nom était Hodjr. Il tient son surnom signifiant « porteur de grosses lèvres » de sa mère, qui était une esclave d'Abyssinie.

## Sa poésie
Son œuvre principale est la Lâmiyyat al-'arab (arabe : لامية العرب), « le poème en lâm des Arabes ».